# Wolf Blitzer
Wolf Blitzer (Augsburg, 22 maart 1948) is een Amerikaans nieuwspresentator en journalist, die voor zijn verslaggeving van de bomaanslag in Oklahoma City (1995) een Emmy Award ontving.
Blitzer presenteert elke werkdag het programma The Situation Room, van 17:00 tot 19:00 EST op de Amerikaanse versie van nieuwszender CNN. Tussen 2013 en 2018 presenteerde Blitzer ook het programma Wolf, dat dagelijks tussen 13:00 en 14:00 EST werd uitgezonden. Tot januari 2009 was Blitzer anchor van het zondagochtendprogramma Late Edition, dat opgeheven is. Blitzer is tevens vaste presentator van speciale CNN-verkiezingsuitzendingen, vaak in samenwerking met Anderson Cooper.

## Achtergrond
Blitzers ouders waren Joodse vluchtelingen en overlevenden van de Holocaust. Hijzelf studeerde geschiedenis aan de University at Buffalo en internationale betrekkingen aan de SAIS, voor welke beide studies hij een graad behaalde. Aan de Hebreeuwse Universiteit van Jeruzalem maakte hij zich het Hebreeuws eigen. Blitzer begon zijn journalistieke carrière begin jaren zeventig op het kantoor van Reuters in Tel Aviv en als Washingtoncorrespondent voor The Jerusalem Post. In 1990 trad hij in dienst van CNN.